# Al-Ujun-Budżdur-Sakija al-Hamra

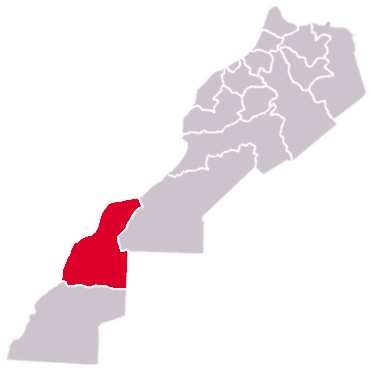
Region na mapie kraju

Al-Ujun-Budżdur-Sakija al-Hamra (arab. العيون بوجدور الساقية الحمراء) – region administracyjny w Maroku, istniejący do 2015 roku. Znajdował się w południowej części kraju, obejmował część terenów okupowanej Sahary Zachodniej. W 2004 roku w regionie żyło 256 152 mieszkańców, miał on powierzchnię 139 480 km². Stolicą regionu było Al-Ujun. Obecnie jego terytorium obejmuje region Al-Ujun-As-Sakija al-Hamra.
Region składał się z 2 prowincji:
- Al-Ujun
- Budżdur